# Герб Грачёвского муниципального округа
Герб Грачёвского муниципального округа Ставропольского края Российской Федерации — опознавательно-правовой знак, составленный и употребляемый в соответствии с правилами геральдики, служащий одним из официальных символов муниципального образования.
Первоначально был утверждён 15 сентября 2009 года как герб Грачёвского муниципального района и 23 апреля 2010 года внесён в Государственный геральдический регистр РФ с присвоением регистрационного номера 5917.
24 марта 2021 года переутверждён как герб Грачёвского муниципального округа.

## Описание и обоснование символики
Геральдическое описание герба (блазон) гласит:

В лазоревом поле щита, под серебряной главой, обременённой обращённым влево, парящим чёрным, с серебряным глазом грачом, золотая головка пшеничного колоса о восьми зёрнах в столб, увершанная золотой волютой.— Решение Совета Грачевского муниципального округа от 24 марта 2021 г. № 26
Герб района является «гласным» («говорящим»), поскольку отражает ключевые моменты истории округа и его содержание привязано к названию.
Название села Грачёвка, а впоследствии и округа, возникло от речки Грачёвка, где в большом количестве обитали грачи, прилетающие сюда зимовать из более северных районов России. Для местного населения эта птица символизировала приход весны и возрождение природы. Грачи среди птиц отличаются своим коллективизмом и сплочённостью, они проживают большими дружными сообществами. Эти их качества подспудно проецируются на жителей Грачёвского муниципального округа, как одного из сообществ Ставропольского края.
Лазоревый цвет геральдического щита и его серебряная глава согласно геральдической традиции символизируют воду и подразумевают речку, от которой происходит название округа. Эта идея усиливается изображением грача в серебряной главе.
Река Грачёвка является также источником воды для сельского хозяйства, на котором базируется вся экономика Грачёвского муниципального округа. Символом этого служит изображение золотого колоса, стебель и верхние зёрна которого произрастают тремя волютами и образуют фигуру, напоминающую гнездо, как символ дома и родного очага, что также увязывается с грачом и производным от названия этой птицы наименованием округа.
Символизм тинктур:
- золото символизирует просвещение, мужское начало, неподверженность порче, мудрость, стойкость, честь, богатство, свет, озарение, гармонию, истину;
- серебро символизирует целомудрие, чистоту, красноречие, девственность, женское начало, «очищенные привязанности», цвет казачьего прибора;
- лазурь символизирует в православии цвет Богородичных праздников, истину, интеллект, откровение, мудрость, лояльность, верность, постоянство, непорочность, чистые побуждения, безупречную репутацию, широту души, благоразумие, благочестие, мир, созерцание;
- чернь символизирует мудрость, таинство, аскезу, суровую неотвратимую справедливость, благоразумие, загадочность.

## История
Официальные символы Грачёвского муниципального района утверждены 15 сентября 2009 года депутатами районного совета. Разработку районной символики осуществил художник-геральдист, член Союза художников Сергей Евгеньевич Майоров. Описание исполненного им герба района гласило:

В лазоревом поле щита, под серебряной главой, обременённой обращённым влево, парящим чёрным, с серебряным глазом грачом, золотая головка пшеничного колоса в столб, увершанная золотой волютой.— Решение Совета Грачёвского муниципального района от 15 сентября 2009 г. № 108−II
Герб представлял собой «классический вариант самоговорящего герба, производного от наименования района». В данном случае на название района прямо указывала помещённая в серебряную главу гербового щита фигура грача. Фигура пшеничного колоса в центре щита отражала сельскохозяйственную направленность экономики муниципального образования. Восемь зёрен колоса символизировали восемь сельских поселений, входивших в состав района. Флаг, созданный на основе герба, полностью повторял композицию последнего.
28 октября 2009 года созданные С. Е. Майоровым эскизы герба и флага были рассмотрены геральдической комиссией при губернаторе Ставропольского края, которая одобрила их и рекомендовала администрации Грачёвского муниципального района направить утверждённые райсоветом герб и флаг в Геральдический совет при Президенте Российской Федерации.
23 апреля 2010 года, после прохождения экспертизы в Государственной герольдии, герб Грачёвского муниципального района был внесён в Государственный геральдический регистр под номером 5916. 24 июня 2010 года на заседании краевой геральдической комиссии главе районной администрации В. В. Шалыгину вручили свидетельства о государственной регистрации официальных символов муниципального района.
25 сентября 2014 года, «в целях воспитания у нынешнего и будущих поколений граждан уважительного отношения к официальным символам Грачёвского муниципального района», депутаты районного совета установили ежегодную дату празднования Дня герба и флага Грачёвского муниципального района Ставропольского края — 21 апреля. Впервые эта памятная дата отмечалась 21 апреля 2015 года — в рамках проходившего в районе торжественного мероприятия, посвящённого Дню местного самоуправления.
16 марта 2020 года все муниципальные образования Грачёвского района были объединены в Грачёвский муниципальный округ.
Решением совета Грачёвского муниципального округа от 24 марта 2021 года № 26 округ определён правопреемником герба и флага — официальных символов Грачёвского муниципального района.